# The Woman in White
The Woman in White is een Amerikaanse dramafilm in zwart-wit uit 1948 onder regie van Peter Godfrey. De film is gebaseerd op de roman De vrouw in het wit uit 1860 van Wilkie Collins. Destijds werd de film niet uitgebracht in Nederland.

## Verhaal
Walter Hartright is een schilder die op uitnodiging lesgeeft op een Engels landgoed. Onder zijn studenten bevindt zich Anne Catherick, een vrouw die hij in witte klederdracht heeft ontmoet in de bossen. Anne lijkt sprekend op Laura Fairlie, de vrouw die hem heeft ingehuurd.

## Rolverdeling
| Acteur                          | Personage                    |
| ------------------------------- | ---------------------------- |
| Alexis Smith                    | Marian Halcombe              |
| Eleanor Parker                  | Laura Fairlie/Anne Catherick |
| Sydney Greenstreet              | Graaf Fosco                  |
| Gig Young                       | Walter Hartright             |
| Agnes Moorehead as Gravin Fosco |                              |
| John Abbott                     | Frederick Fairlie            |
| John Emery                      | Sir Percival Glyde           |
| Curt Bois                       | Louis                        |
| Emma Dunn                       | Mrs. Vesey                   |
| Matthew Boulton                 | Dokter Nevin                 |
| Anita Sharp-Bolster             | Mrs. Todd                    |
| Clifford Brooke                 | Jepson                       |
| Barry Bernard                   | Dimmock                      |

## Achtergrond
Eleanor Parker werd de titelrol aangeboden nadat ze de vrouwelijke hoofdrol in Love and Learn (1947) afsloeg.